# Eudistoma vitreum
Eudistoma vitreum är en sjöpungsart som först beskrevs av Sars 1851.  Eudistoma vitreum ingår i släktet Eudistoma och familjen Polycitoridae. Inga underarter finns listade i Catalogue of Life.